# 崇安陵
崇安陵是中国南北朝时文惠太子萧长懋的陵墓。
齐武帝永明十一年（493年）正月廿五，文惠太子萧长懋去世。七月三十，齐武帝崩，其孙萧昭业（萧长懋子）即位。九月十三日，追尊文惠太子为文皇帝，庙号世宗。次年正月十二，萧昭业拜谒崇安陵，在崇安陵的墓道中扔掷泥巴、比赛跳高，做种种粗鄙的游戏。位于江苏丹阳市。萧长懋之妻王宝明去世后，同葬崇安陵。